# Юнус (сура)
Ю́нус (араб. يونس — Юнус) — десятая сура Корана. Сура мекканская.  Состоит из 109 аятов.

## Содержание
Сура Юнус целиком посвящена утверждению принципов единобожия, осуждению многобожия и содержит доказательства посланнической миссии пророка Мухаммада.
В начале суры «Юнус» указывается на значение Корана и на то, что измышляют многобожники о пророке Мухаммаде. Далее упоминается Вселенная и знамения Аллаха в ней, говорится о воздаянии в Судный день, о безграничном могуществе Аллаха и полной беспомощности идолов. В ней содержится угроза Аллаха наказать неуверовавших и говорится о состоянии души людей и наблюдении Аллаха за их деяниями. Приводятся рассказы о Нухе, о Мусе, о Харуне и Фараоне, о сыновьях Исраила, а также о Пророке Юнусе (аят 98), имя которого носит эта сура.

 Алиф. Лам. Ра. Это – аяты мудрого Писания. ۝ Неужели люди удивлены тем, что Мы внушили человеку из их среды предостеречь людей и обрадовать уверовавших вестью о том, что они получат от их Господа воздаяние за свои благодеяния? Неверующие сказали: "Безусловно, это – явный колдун". ۝ Воистину, ваш Господь – Аллах, Который создал небеса и землю за шесть дней, а потом вознёсся на Трон (или утвердился на Троне). Он управляет делами. Никто не будет заступаться, кроме как после Его дозволения. Таков Аллах, ваш Господь. Поклоняйтесь же Ему. Неужели вы не помяните назидание? ۝ Все вы возвратитесь к Нему, согласно истинному обещанию Аллаха. Он создаёт творение в первый раз, а затем воссоздаёт его, чтобы по справедливости вознаградить тех, которые уверовали и творили праведные деяния. Тем же, которые не уверовали, уготованы напиток из кипятка и мучительные страдания за то, что они не уверовали. ۝ Он – Тот, Кто даровал солнцу сияние, а луне – свет. Он установил для неё фазы, чтобы вы могли вести летосчисление и знали счёт. Всё это Аллах сотворил только ради истины. Он разъясняет Свои знамения для людей знающих. ۝ Воистину, в смене ночи и дня, а также том, что Аллах сотворил на небесах и на земле, заключены знамения для людей богобоязненных. ۝ Воистину, тем, которые не надеются на встречу с Нами, довольствуются мирской жизнью и удовлетворяются ею, а также тем, которые пренебрегают Нашими знамениями, ۝ пристанищем будет Огонь за то, что они приобретали. 
— Коран 10:1—8 (Кулиев)